# Reto Götschi
Reto Götschi (* 25. Dezember 1965 in Hausen am Albis) ist ein ehemaliger Schweizer Bobfahrer.
Er wurde zweimal Zweiter im Gesamtweltcup (Bob-Weltcup 1994/1995, Bob-Weltcup 1998/1999) sowie dreimal Zweiter im Zweier-Weltcup (Bob-Weltcup 1994/1995, Bob-Weltcup 1998/1999, Bob-Weltcup 1999/2000). Zu seinen grössten Erfolgen zählen ausserdem der Weltmeistertitel im Zweierbob 1997 und die Silbermedaille bei den Olympischen Winterspielen 1994 in Lillehammer.

## Erfolge

### Olympische Winterspiele
- 1994: Silber im Zweier

### Weltmeisterschaften
- 1996: Bronze im Zweier
- 1997: Gold im Zweier
- 2001: Silber im Zweier